# Crocetta de Caltanissetta
La crocetta di Caltanissetta (traduite par la « croix de Caltanissetta ») est une pâtisserie sucrée traditionnelle qui a été produite à Caltanissetta jusqu'à la fin de 1908, puis oubliée, et qui plus tard a été redécouverte. La crocetta di Caltanissetta et la Spina Sacra (« Épine Sainte ») sont deux pâtisseries qui étaient traditionnellement préparées pour la fête de la Croix. Ce monastère était situé à côté de l'église de Santa Croce, d'où ces pâtisseries sucrées tirent leur nom.
Le pâtissier qui les a redécouverts (ainsi que quatre femmes du quartier de Santa Croce) sont les seuls à connaître la recette de ces pâtisseries. La redécouverte a été possible après 20 ans de recherches qui ont commencé par une personne habitant le quartier qui s'est souvenue comment la recette traditionnelle était transmise de mère en fille au fil du temps. 